# Hermaea hillae
Hermaea hillae är en snäckart som beskrevs av Ernst Marcus 1967. Hermaea hillae ingår i släktet Hermaea och familjen Stiligeridae. Inga underarter finns listade i Catalogue of Life.